# 1977 QQ5
1977 QQ5 är en asteroid i huvudbältet som upptäcktes den 21 augusti 1977 av den australiensiske astronomen Robert H. McNaught vid Siding Spring-observatoriet.
Den tillhör asteroidgruppen Amor.